# Jean-Philippe Primard
Jean-Philippe Primard (* 20. Oktober 1962 in Toulouse) ist ein ehemaliger französischer Fußballspieler und späterer -trainer.

## Spielerkarriere
Primard begann das Fußballspielen im Kindesalter und war dabei zuerst Torwart, bevor er von seinem damaligen Trainer auf die Position des Verteidigers verschoben wurde. Der Beruf seines Vaters bildete den Anlass für einen Umzug aus den Pyrenäen in die Provence, wo er zunächst bei der AS Aix spielte, ehe er 1975 in die Jugendabteilung des Profiklubs Olympique Marseille aufgenommen wurde. Nach einem Gewinn der Coupe Gambardella im Jahr 1979 kehrte er Marseille ein Jahr später den Rücken und zog mit seinen Eltern nach Saint-Étienne, wo er sich dem lokalen Profiverein AS Saint-Étienne anschloss.
Bei Saint-Étienne war er zuerst für die dritte Mannschaft vorgesehen, konnte sich aber rasch in die zweite Auswahl hocharbeiten und schaffte zudem den Sprung in eine französische Jugendauswahl, für die er an einer Europameisterschaft teilnahm. Nach seinem Rückkehr von einer Reise mit der Jugendnationalelf, in der er zu den Stammspielern zählte, gelang ihm im Pokalhalbfinale 1981 sein Debüt für die Profis. Als sich der Verteidiger Bernard Gardon im Finale desselben Jahres verletzte, kam Primard für ihn ins Spiel, konnte die 1:2-Niederlage gegen den SEC Bastia aber nicht abwenden. Im Verlauf der Spielzeit 1981/82 erreichte er sein Erstligadebüt, auch wenn es bei einer Partie im Saisonverlauf blieb; zudem verbuchte er die einzigen beiden Einsätze im europäischen Wettbewerb seiner gesamten Karriere.
Weiterhin spielte er im Team eine untergeordnete Rolle, bis er mit der Mannschaft 1984 den Abstieg in die zweite Liga hinnehmen musste. In der zweithöchsten französischen Spielklasse erkämpfte er sich einen Stammplatz; mit der Zweitligameisterschaft 1986 gewann er seinen einzigen Titel im Seniorenbereich und schaffte damit zugleich den Wiederaufstieg. Diesem folgten einige Jahre als Stammspieler, wobei er zumeist den Abstiegskampf antreten musste, der allerdings nie mit dem Fall in die zweite Liga endete. Bedingt durch die Ankunft des 1990 verpflichteten Sylvain Kastendeuch verlor er seinen Platz in der ersten Elf zwar, doch blieb er dem Klub weiterhin treu. Fortan waren es immer Verletzungen oder Sperren, die ihm die zeitweilige Rückkehr in die Stammelf ermöglichten; mit zunehmendem Alter nahmen seine Einsatzzahlen weiter ab. Nachdem er zuletzt ausschließlich für die Reserve aufgelaufen war, entschloss er sich 1996 mit 33 Jahren nach 157 Erstligapartien mit einem Tor und 51 Zweitligapartien ohne Tor für eine Beendigung seiner Laufbahn.

## Trainerkarriere
Unmittelbar im Anschluss an seine aktive Karriere übernahm Primard bei seinem Ex-Verein Saint-Étienne die Verantwortung als Trainer der unter 13-Jährigen. Danach führte er dieses Amt bei mehreren Jugendmannschaften des Klubs aus, bis er 2007 den Trainerposten bei der Reservemannschaft übertragen bekam. Von 2010 an leitete er die Jugendabteilung des Vereins und kehrte 2012 wieder zur zweiten Mannschaft zurück.